# Eudem (historiador)
Eudem (en llatí Eudemus, en grec antic Εὔδημος) fou un historiador grec nadiu de Naxos o potser de Paros, que va viure abans de la guerra del Peloponès. L'esmenten Dionís d'Halicarnàs (Jud. de Thuc. 100.5), Climent d'Alexandria (Strom. 6.2, 26, p. 267); i Vossius (de Hist. Gr. p. 440, ed. Westermann).